# دنشفا
دنشفا (به مجاری:  Dénesfa) یک شهرداری در مجارستان است که در ناحیه کاپووار واقع شده‌است. دنشفا ۱۷٫۵۴ کیلومتر مربع مساحت و ۳۷۵ نفر جمعیت دارد.